# Ghiacciaio Dreatin
Il ghiacciaio Dreatin (in inglese Dreatin Glacier) è un ghiacciaio lungo 12 km e largo 7,5, situato sulla costa orientale della penisola Trinity, nella parte settentrionale della Terra di Graham, in Antartide. In particolare, il ghiacciaio si trova sul versante nord-orientale dell'altopiano Detroit, a sud-ovest del ghiaccio pedemontano Znepole e nord del ghiacciaio Aitkenhead, e da qui fluisce verso sud-est, scorrendo a sud-ovest del monte Bradley e a nord del nunatak Tufft, fino ad entrare nel canale del Principe Gustavo, a ovest di punta Marmais.

## Storia
Il ghiacciaio Dreatin è stato così battezzato dalla Commissione bulgara per i toponimi antartici in onore del villaggio di Dreatin, nella Bulgaria occidentale. 